# Magnolia globosa
Magnolia globosa är en magnoliaväxtart som beskrevs av Joseph Dalton Hooker och Thomas Thomson. Magnolia globosa ingår i släktet Magnolia och familjen magnoliaväxter. Inga underarter finns listade i Catalogue of Life.